# Булмастиф
Булмастиф (енг: Bullmastiff) је пасмина пореклом из Велике Британије. Булмастиф је компактан, моћан, мишићав пас велике, четвртасте главе. Одличан је пас чувар. Мужјак достижу висину од 64 до 69 цм и тежину од 50 до 59 кг; а женке достижу висину од 61 до 66 цм и тежину од 41 до 50 кг. 

## Историја
Савремени булмастиф је прилично нова пасмина, развијена око 1860. године. Сврха узгајања ове расе (60% мастиф и 40% булдог) била је да се спречи пљачкање енглеских имања. Земљопоседници су имали жељу да крадљивце избаце напоље и држе их подаље, али не да буду исакапљени. Мастиф, иако моћан и храбар, није био довољно брз и довољно агресиван. Булдог је био превише свиреп и недовољно велики за овај задатак. Укрштање ове две пасмине изродило је пасмину, булмастифа, која је потпуно употребљива.

## Карактеристике пса

### Нарав
Булмастифи су нежни, привржени и заштитнички настројени према својој породици. Њихова мирна, опуштена нарав их чини добрим псима за породицу са децом. Међутим, та опуштена нарав булмастифа се мења када се појави странац. Веома су резервисани према странцима.

### Општи изглед
Булмастиф је снажне грађе и симетричан; показује велику снагу, али није незграпан. Глава булмастифа је велика и квадратична. Очи су тамне боје или боје лешника, средње величине. Уши су у облику слова "V"; постављене уназад, усађене високо и широко, у нивоу потиљне кврге дајући четвртаст облик лобањи. Реп је усађен високо, снажан је у корену и сужава се, сеже до скочног зглоба; ношен је прав или повијен. Длака је кратка и груба, отпорна на различите временске услове, полегла уз тело. Боја длаке: све нијансе тиграсте шаре, жућкастосмеђа или риђа; боја треба да буде уједначена и јасна. Њушка је црна и треба да прелази у светлију нијасну према очима, са тамним ознакама око очију које доприносе целокупном изразу.

## Нега и здравље
Нега булмастифа је релативно једноставна јер је длака кратка и не захтева много неге. Као и многе расе булмастифи могу да пате од различитих наследних очних поремећаја и дисплазије кукова и лактова. Стога су важна испитивања очију и бодовање кукова пре парења. Такође су склони одређеном оболењу бешике и проблемима са лигаментима у колену.
Животни век булмастифа је од 8 до 10 година.